# Европско првенство у атлетици на отвореном 1938 — 3.000 метара препреке за мушкарце
Такмичење у трци на 3.000 м са препрекама у мушкој конкуренцији на 2. Европском првенству у атлетици 1938. одржано је 5. септембра на стадиону Коломб у Паризу.
Ово је било прво такмичење у овој дисциплини на европским првенствима.

## Земље учеснице
Учествовало је 8 такмичара из 6 земаља. 
1. Италија  (1)
2. Немачка  (1)
3. Пољска (1)
4. Финска (2)
5. Француска (2)
6. Шведска (1)

## Рекорди
| Рекорди пре почетка Европског првенства 1938. | Рекорди пре почетка Европског првенства 1938.       | Рекорди пре почетка Европског првенства 1938.       | Рекорди пре почетка Европског првенства 1938.       | Рекорди пре почетка Европског првенства 1938.       |
| --------------------------------------------- | --------------------------------------------------- | --------------------------------------------------- | --------------------------------------------------- | --------------------------------------------------- |
| Светски рекорд                                | Волмари Исо-Холо Финска                             | 9:03,8                                              | Берлин, Немачка                                     | 20. јун 1936.                                       |
| Европски рекорд]                              | Волмари Исо-Холо Финска                             | 9:03,8                                              | Берлин, Немачка                                     | 20. јун 1936.                                       |
| Рекорди европских првенстава                  | Дисциплина први пут на програму европског првенства | Дисциплина први пут на програму европског првенства | Дисциплина први пут на програму европског првенства | Дисциплина први пут на програму европског првенства |
| Рекорди после Европског првенства 1938.       |                                                     |                                                     |                                                     |                                                     |
| Рекорди европских првенстава                  | Ларс Ларсон, Шведска                                | 9:16,2                                              | Париз, Француска                                    | 5. септембар 1938.                                  |

## Освајачи медаља
|                     |                       |                     |
| Ларс Ларсон Шведска | Лудвиг Кајндл Немачка | Алф Линдблад Финска |

## Резултати

### Финале
| Место | Атлетичар         | Земља     | Резултат | Бел. |
| ----- | ----------------- | --------- | -------- | ---- |
|       | Ларс Ларсон       | Шведска   | 9:16,2   | РЕП  |
|       | Лудвиг Кајндл     | Немачка   | 9:19,2   |      |
|       | Алф Линдблад      | Финска    | 9:21,4   |      |
| 4.    | Карло Туоминен    | Финска    | 9:28,6   |      |
| 5.    | Роже Кизол        | Француска | 9:42,2   |      |
| 6.    | Гастон Тинар      | Француска | 9:43,0   |      |
| 7.    | Фердинандо Миљачо | Италија   | 9:45,2   |      |
| 8.    | Вацлав Солдан     | Пољска    | 9:58,4   |      |